# Список німецьких консулів у Єрусалимі, Яффі, Хайфі та Ейлаті
Список Консулів у Єрусалимі, Яффі, Хайфі і Ейлаті із німецьких держав. Пруссія, Північнонімецька конфедерація і, згодом, Німеччина підтримували дипломатичні місії в Святій землі. Консульство в Єрусалимі розташовувалося на вулиці Пророків, 57, на розі з вулицею Валленберга. Консульство також мало афілійовані віце-консульства в Яффі та Хайфі. Метою консульств було представляти відповідні німецькі держави в Святій землі або її окремих частинах. Після того, як нацистська Німеччина розпочала Другу світову війну, консульства закрили. У 1965 році встановлено офіційні дипломатичні відносини між заснованим у 1948 році Ізраїлем та заснованою у 1949 році Західною Німеччиною. Відтоді в Тель-Авіві є німецьке посольство, а пізніше відкрито його філіали, почесні консульства в Хайфі та Ейлаті.

## Список консулів у Єрусалимі станом на 1842 рік

### Консули Прусії
До підвищення свого статусу до окремого консульства в 1845 році, пруська дипломатична місія в Єрусалимі була віце-консульством, афілійованим до пруського консульства в Османському Бейруті. Окремі консули мали звання генеральний консул.
- 1842–1845: Ернст Густав Шульц[he] як віце-консул[1]
- 1845–1851: Ернст Густав Шульц[he] як консул Єрусалиму
- 1852–1867: Др. Георг Розен[1]
- 1867–1869: Проф. Юліус Петерманн[1]

### Консул Північнонімецької конфедерації
У 1869 році консульство Прусії поглинула новостворенна Північнонімецька конфедерація.
- 1869–1871: Георг Фрідріх Август фон Альтен[de] (до 21 червня 1871 року для Північнонімецької конфедерації), мав звання генерального консула[2]

### Консули та генеральні консули Німеччини
22 червня 1871 року консульство Північнонімецької конфедерації взяла під опіку новостворена Німеччина. У 1872 році консульський округ включав Османські округи Акра, Балка-Наблус та Єрусалим. Консули іноді мали звання генеральних консулів, однак лише у 1913 році консульство Єрусалима піднято до рівня генерального консульства. Після завоювання Британією Єрусалима в 1917 році та поразки Німеччини в 1918 році генеральне консульство відновлено лише в 1926 році.
- 1871–1873: Георг Фрідріх Август фон Альтен (з 22 червня 1871 року для Німеччини), мав звання генерального консула[2]
- 1873–1874: Міністр закордонних справ Отто Керстен, per pro
- 1874–1881: Танкмар фон Мюнхгаузен[de] (1835—1909)[2]
- 1881–1885: Др. Юліус Райц[2]
- 1886–1899: Др. Пауль Андреас фон Тішендорф (1847—1914), з 1898 року мав звання генерального консула[2]
- 1899–1900: Др. Фрідріх Розен[2]
- 1901–1916: Едмунд Шмідт (1855—1916),[2] як генеральний консул від 1914 року
- 1916–1917: Др. Йоганн Вільгельм Генріх Броде (1874—1936) як генеральний консул[5]
- 1917–1926: про німецьких громадян дбало іспанське консульство
  - 1921–1925: Карл Капп (1889—1947) як німецький віце-консул, прикріплений до іспанського консульства,[4] 1936—1941 консул у Клівленді[6]
- 1925–1932: Др. Еріх Август Карл Норд (1889—1935)[7] як генеральний консул
- 1933–1935: Генріх Вольфф[de][8]
- 1936–1939: Вальтер Дьоле[de] (1884—1945), як генеральний консул[8]
- 1939–1945: про німецьких громадян дбало швейцарське консульство

## Список консулів у Яффі станом на 1872 рік
Перед формальним створенням віце-консульства, афілійованого з консульством у Єрусалимі, тут були консульські агенти, які були пов'язані з консульством у Бейруті. У 1872 році місія в Яффі була піднята до рівня віце-консульства, а в 1914 році — до рівня консульства, проте залишалася афілійованою з консульством у Єрусалимі (генеральним; починаючи з 1913 року). Після завоювання Британією Яффи в 1917 році консульство було закрите. The London Gazette від 23 грудня 1932 року обмежує консульський округ таким чином: Тель-Авів, Яффа і узбережжя на південь включно з Газою, а також внутрішню місцевість, включаючи Лод, Рамла, Сарону, Тулькарм і Вільгельму.
- 1872–1897: Симеон Мурад[2]
- 1897–1901: Едмунд Шмідт[2]

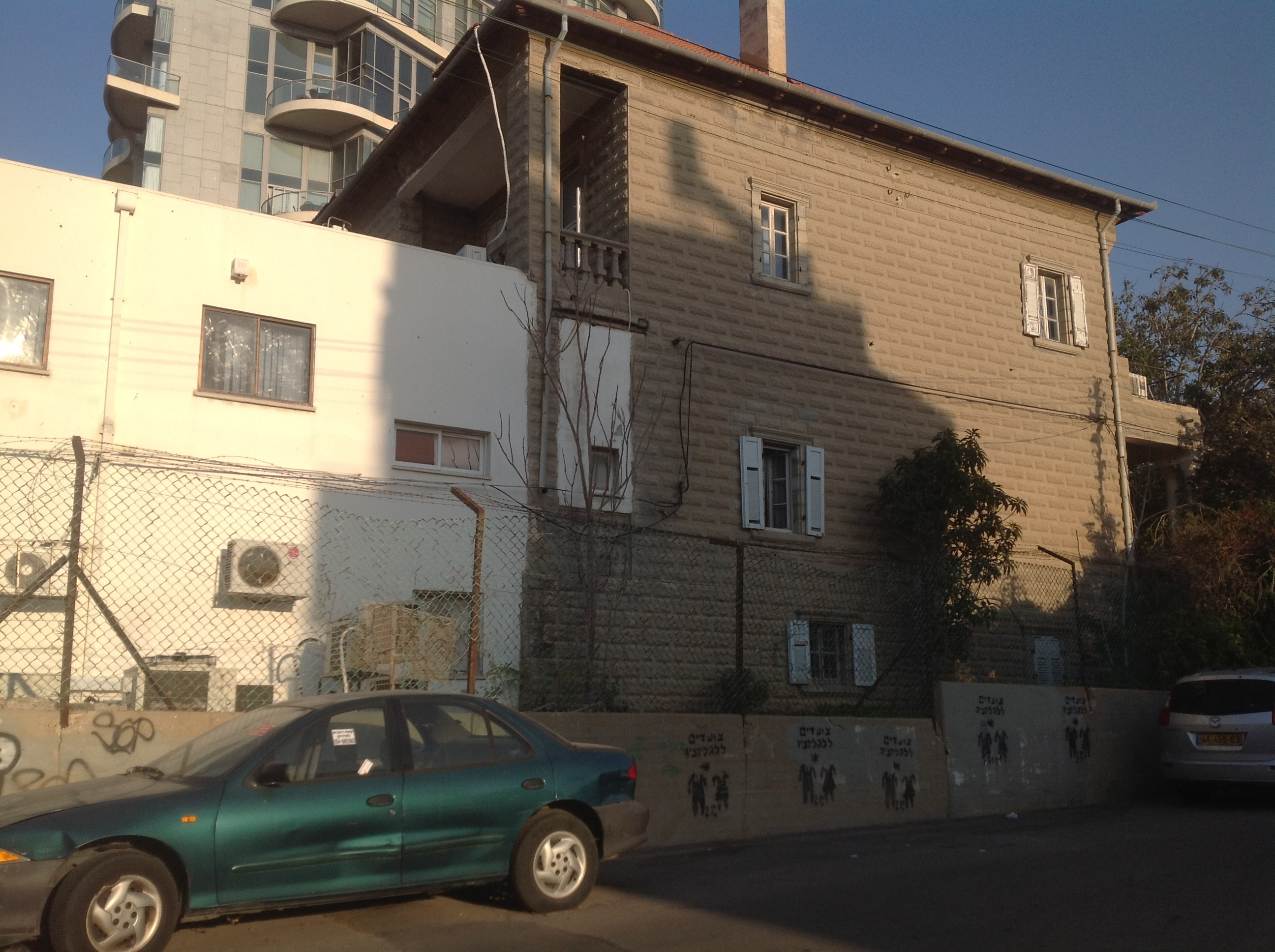
Колишнє консульство (праворуч) в Яффі, Тель-Авів, побудоване в 1913—1915 роках Карлом Аппелем

- 1901–1905: Др. Еуген Бюге (1859—1936)[2]
- 1905–1908: Вальтер Ресслер (de)[2]
- 1908–1910: Вакансія?
- 1910–1916: Др. Йоганн Вільгельм Генріх Броде (1874—1936), до 1911 року лише per pro, з 1911 року як віце-консул, з 1914 року як консул[10]
- 1916–1917: Карл Еміль Шабінґер фон Шовінген (de)[11]
- 1917-1926: Німецьке консульство в Яффі залишалося закритим
- 1926-1932: ?
- 1932-1939: Тимотей Вурст (1874—1961)

## Список консулів у Хайфі станом на 1877 рік
Спочатку віце-консульство, місія в Хайфі була афілійована з консульством у Єрусалимі. Після підняття місії в Єрусалимі до рівня генерального консульства в 1913 році, місія в Хайфі стала консульством в 1914 році. The London Gazette від 25 березня 1938 року обмежує консульський округ Хайфи наступним чином: Хайфа та її передмістя, включаючи Акру, Босра, Дженін, Назарет, Цефат та Тверія. Консульство в Хайфі закрилося після завоювання британцями Хайфи 23 вересня 1918 року і залишилося закритим до 1926 року та знову в 1939 році. Почесне генеральне консульство було відкрито після 1989 року.
- 1877–1878:
- 1878–1908: Фрідріх Келлер (de) (1838—1913)
- 1909: Теодор Георг Вебер[14]
- 1909–1915: Юліус Лёйтвед-Гардегг (de)[15][16]

1915—1918:
- - 1915—1917: Вакансія
  - 1917, 10 травня по 10 серпня: Герман Гоффман-Фелькерзамб (de), per pro
  - З 10 серпня 1917 року по 2 квітня 1918 року: Фрідріх Вернер фон дер Шульенбург, per pro
  - 1918, з 2 квітня по 20 червня: Др. Курт Макс Пауль Ціемке
- 1918–1926: Німецької місії в Хайфі не було
- 1926–1937: ?
- 1937–1939: Вільгельм Мельхерс (de)[17]
- 1939–1989: Німецької місії в Хайфі не було
- З 1989 року дотепер: Міхаель Паппе, почесний генеральний консул

## Список консулів у Ейлаті
Почесне консульство було відкрито після 1965 року.
З 2005 року дотепер: Барбара Пфеффер